# Værkfører
En værkfører er en person der er arbejdsleder på for eksempel et værksted eller en fabrik.
| Job | Spire Denne artikel om et job eller en stillingsbetegnelse er en spire som bør udbygges. Du er velkommen til at hjælpe Wikipedia ved at udvide den. |